# سيتروين سي3 إيركروس (2017)
سيتروين سي3 إيركروس  هي سيارة من تصنيع سيتروين، وظهرت أول مرة سنة 2017، لتعويض سيتروين سي3 بيكاسو.